# Norman Del Mar
Pour les articles homonymes, voir Del Mar.
Norman René Del Mar (Hampstead, 31 juillet 1919 –  Bushey, 6 février 1994) est un chef d'orchestre britannique, également corniste et biographe. En tant que chef, il est spécialisé dans les compositeurs du dernier romantisme, notamment Edward Elgar, Gustav Mahler et Richard Strauss. Il laisse en héritage un grand nombre d'enregistrements de musique britannique, en particulier Elgar, Ralph Vaughan Williams, Frederick Delius et Benjamin Britten. Il a notamment réalisé le premier enregistrement de l'opéra pour enfants de Britten, Noye's Fludde (« L'Arche de Noé ») en 1961.

## Biographie
Né à Hampstead, Londres, Del Mar commence sa carrière en tant qu'instrumentiste, au pupitre des cors, au sein des premiers membres du Royal Philharmonic Orchestra (RPO), créé par Sir Thomas Beecham en 1946. Dès les premiers mois de l'existence du RPO, Beecham nomme Del Mar en tant que chef assistant. Del Mar fait ses débuts professionnels de chef d'orchestre avec le RPO en 1947
En 1949 Del Mar est nommé chef d'orchestre principal de l'English Opera Group, poste qu'il occupe jusqu'en 1954. En 1952, il dirige le BBC Symphony Orchestra pour la création mondiale de l'opéra pour la radio de Franz Reizenstein, Anna Kraus. Il a ensuite occupé des postes de directeur en chef du Yorkshire Symphony Orchestra (1954) du BBC Scottish Symphony Orchestra (1960–1965), et de l'Aarhus Symfoniorkester (1985–1988). En tant qu'habitué des concerts BBC Proms, il a dirigé la célèbre Last Night à trois reprises concerts : 1973, 1975 et 1983. Il a aussi été chef invité permanent de l'Orchestre symphonique de Göteborg de 1969 à 1973.
En 1953 Del Mar rejoint la faculté Guildhall School of Music and Drama  où il dirige l'orchestre de l'école et enseigne la direction jusqu'en 1960. En 1972, il commence à enseigner la direction au Royal College of Music, et ce, jusqu'en 1990. Il a également dirigé l'orchestre de la Royal Academy of Music entre 1974 et 1977.
En 1976, il dirige la création mondiale de l'opéra de Thomas Wilson, The Confessions of a Justified Sinner, sur un roman de James Hogg. La distribution était menée par Philip Langridge, Thomas Hemsley et John Shirley-Quirk. 
En plus de ses propres 70 enregistrements environ, Del Mar fut toute sa vie un collectionneur de disques 78 tours. Les quelque 5 000 disques de sa collection privée sont aujourd'hui conservés à la Bibliothèque Hartley de l'université de Southampton.
Norman Del Mar meurt en 1994, âgé de 74 ans. Son fils est le musicologue Jonathan Del Mar.

## Écrits
Norman Del Mar était une autorité sur Richard Strauss et a écrit trois livres sur l'œuvre et la vie du musicien.  En outre, ses ouvrages sont les suivants :
- Anatomy of the Orchestra  (ISBN 0520045009)
- Conducting Beethoven Volume 1 :  (ISBN 0198162189) ; volume 2 :  (ISBN 0-19-816359-2)
- Conducting Berlioz  (ISBN 0198165528)
- Conducting Brahms  (ISBN 0198163584)
- Conducting Elgar, compilé et édité par son fils Jonathan Del Mar  (ISBN 0198165579)
- Conducting Favourite Concert Pieces  (ISBN 0198165587)
- Mahler's sixth symphony : a study  (ISBN 090387329X)
- Orchestral variations : confusion and error in the orchestral repertoire  (ISBN 0903873370)

## Discographie
- Britten, Noye's Fludde - Owen Brannigan, Sheila Rex ; English Opera Group Orchestra, dir. Norman del Mar (1961, Decca 436 397-2)
- Elgar, Variations Enigma, Pomp and Circumstance - Royal Philharmonic Orchestra (1975, DG 429 713-2)